# World Wide Technology Championship
El World Wide Technology Championship es un torneo de golf profesional del PGA Tour en México, que se lleva a cabo en Los Cabos, Baja California Sur. Debutó en febrero de 2007 y fue el primer evento del PGA Tour en México este siglo.

## Historia
Originalmente realizado como un evento alternativo a fines del invierno, el torneo se jugó la misma semana que el evento WGC Match Play en Arizona. El World Wide Technology Championship fue parte de la Copa FedEx, pero solo ganó la mitad de los puntos de un evento regular. El fondo de premios en 2007 fue de $ 3,5 millones de dólares (con una participación del ganador de 630.000 dólares), lo que lo convierte en el torneo de golf más rico de México.
Fred Funk, un ganador cuatro meses antes en el Champions Tour, tuvo el evento inaugural en un desempate sobre José Cóceres de Argentina. Funk tenía 50 años, 257 días de edad y se convirtió en el jugador de mayor edad en ganar un evento del PGA Tour en casi 32 años; Art Wall tenía unos once meses más cuando ganó el Greater Milwaukee Open en julio de 1975.
En 2013, el evento se trasladó a mediados de noviembre para formar parte de la temporada 2014 como evento principal en la primera parte de la temporada, que comenzó en octubre por primera vez. El torneo ahora ofrecía puntos completos de la Copa FedEx, una invitación de The Masters y un gran aumento en la bolsa (más del 60%, a $6 millones).
Al World Wide Technology Championship se le asignan exenciones de patrocinador adicionales designadas para jugadores de ascendencia mexicana.

## Ganadores
| Año                                            | Ganador                                        | Golpes                                         | Al par                                         | Margen de victoria                             | Segundo(s)                                     | Bolsa del ganador ($)                          | Bolsa ($)                                      |                                                |                                                |
| World Wide Technology Championship at Mayakoba | World Wide Technology Championship at Mayakoba | World Wide Technology Championship at Mayakoba | World Wide Technology Championship at Mayakoba | World Wide Technology Championship at Mayakoba | World Wide Technology Championship at Mayakoba | World Wide Technology Championship at Mayakoba | World Wide Technology Championship at Mayakoba | World Wide Technology Championship at Mayakoba | World Wide Technology Championship at Mayakoba |
| ---------------------------------------------- | ---------------------------------------------- | ---------------------------------------------- | ---------------------------------------------- | ---------------------------------------------- | ---------------------------------------------- | ---------------------------------------------- | ---------------------------------------------- | ---------------------------------------------- | ---------------------------------------------- |
| 2022                                           | Russell Henley (2)                             | 261                                            | −23                                            | 4 golpes                                       | Brian Harman                                   | 1,496,000                                      | 8,200,000                                      |                                                |                                                |
| World Wide Technology Championship at Mayakoba |                                                |                                                |                                                |                                                |                                                |                                                |                                                |                                                |                                                |
| 2021                                           | Viktor Hovland (2)                             | 261                                            | −23                                            | 4 golpes                                       | Carlos Ortiz                                   | 1,296,000                                      | 7,200,000                                      |                                                |                                                |
| Mayakoba Golf Classic presented by Unifin      |                                                |                                                |                                                |                                                |                                                |                                                |                                                |                                                |                                                |
| 2020                                           | Viktor Hovland                                 | 264                                            | −20                                            | 1 golpe                                        | Aaron Wise                                     | 1,296,000                                      | 7,200,000                                      |                                                |                                                |
| Mayakoba Golf Classic                          |                                                |                                                |                                                |                                                |                                                |                                                |                                                |                                                |                                                |
| 2019                                           | Brendon Todd                                   | 264                                            | −20                                            | 1 golpe                                        | Adam Long Carlos Ortiz Vaughn Taylor           | 1,296,000                                      | 7,200,000                                      |                                                |                                                |
| 2018                                           | Matt Kuchar                                    | 262                                            | −22                                            | 1 golpe                                        | Danny Lee                                      | 1,296,000                                      | 7,200,000                                      |                                                |                                                |
| OHL Classic at Mayakoba                        |                                                |                                                |                                                |                                                |                                                |                                                |                                                |                                                |                                                |
| 2017                                           | Patton Kizzire                                 | 265                                            | −19                                            | 1 golpe                                        | Rickie Fowler                                  | 1,278,000                                      | 7,100,000                                      |                                                |                                                |
| 2016                                           | Pat Perez                                      | 263                                            | −21                                            | 2 golpes                                       | Gary Woodland                                  | 1,260,000                                      | 7,000,000                                      |                                                |                                                |
| 2015                                           | Graeme McDowell                                | 266                                            | −18                                            | Playoff                                        | Jason Bohn Russell Knox                        | 1,116,000                                      | 6,200,000                                      |                                                |                                                |
| 2014                                           | Charley Hoffman                                | 267                                            | −17                                            | 1 golpe                                        | Shawn Stefani                                  | 1,098,000                                      | 6,100,000                                      |                                                |                                                |
| 2013                                           | Harris English                                 | 263                                            | −21                                            | 4 golpes                                       | Brian Stuard                                   | 1,080,000                                      | 6,000,000                                      |                                                |                                                |
| Mayakoba Golf Classic                          |                                                |                                                |                                                |                                                |                                                |                                                |                                                |                                                |                                                |
| 2012                                           | John Huh                                       | 271                                            | −13                                            | Playoff                                        | Robert Allenby                                 | 666,000                                        | 3,700,000                                      |                                                |                                                |
| Mayakoba Golf Classic                          |                                                |                                                |                                                |                                                |                                                |                                                |                                                |                                                |                                                |
| 2011                                           | Johnson Wagner                                 | 267                                            | −17                                            | Playoff                                        | Spencer Levin                                  | 666,000                                        | 3,700,000                                      |                                                |                                                |
| 2010                                           | Cameron Beckman                                | 269                                            | −15                                            | 2 golpes                                       | Joe Durant Brian Stuard                        | 648,000                                        | 3,600,000                                      |                                                |                                                |
| 2009                                           | Mark Wilson                                    | 267                                            | −13                                            | 2 golpes                                       | J. J. Henry                                    | 648,000                                        | 3,600,000                                      |                                                |                                                |
| 2008                                           | Brian Gay                                      | 264                                            | −16                                            | 2 golpes                                       | Steve Marino                                   | 630,000                                        | 3,500,000                                      |                                                |                                                |
| 2007                                           | Fred Funk                                      | 266                                            | −14                                            | Playoff                                        | José Cóceres                                   | 630,000                                        | 3,500,000                                      |                                                |                                                |